# 亞絲娜
結城明日奈（日语：／ Yuuki Asuna）是川原礫輕小說《刀劍神域》系列的女主角:8。結城明日奈在作中以「亞絲娜」（ Asuna）的虛擬形象遊玩與作品同名的遊戲，在遊戲內虛擬世界是主人公桐人的戰鬥搭檔兼戀人:2。她作為該系列女主角，與桐人一樣很受歡迎:144。

## 作中設定

### 經歷
結城明日奈於2007年9月30日:8生在來自京都的大財閥結城家:72。故事開始時就讀私立永恆女子學院，為15歲:10—11。
結城明日奈以「亞絲娜」的虛擬形象，遊玩2022年開始營運的虚拟现实大型多人在线角色扮演游戏（MMORPG）《SAO》:132。《SAO》是使用能完全感受到五感的虛擬實境機器「NerveGear」，並在虛擬世界冒險之遊戲:10—11，亞絲娜遊玩的契機是偶然借用哥哥的NerveGear:2。但遊戲變為一旦登入，直到最終頭目打倒前都無法登出的狀態:133，亞絲娜因此被囚禁於《SAO》的世界，開始擔心無法繼續現實世界的菁英課程:72。
亞絲娜認為《SAO》的世界只是虛構，以盡早逃脫為目標，熱衷於攻略遊戲，人稱「攻略之鬼」:72，並成為擅長劍技的細劍使，以及公會「血盟騎士團」的副團長:8。她如此固執的性格在艾恩葛朗特篇遊戲內與桐人相遇後漸漸改變:2。見到睡午覺的桐人，亞絲娜意識到桐人正在這個世界好好生活，便改變了自己的認識，與桐人結伴戰鬥:8。亞絲娜受桐人影響，重歸溫厚的性格，並受桐人吸引，在遊戲內與之結婚:72。亞絲娜決定回到現實世界後，也要與桐人相伴:8。
亞絲娜在續篇妖精之舞篇由於現實世界父親部下須鄉伸之（遊戲內為精靈王奧伯龍）的陰謀，未能從《SAO》回到現實世界，而是被囚禁於新MMORPG《Alfheim Online》（ALO），名為「蒂塔妮亞」:151—152，後為桐人救出:2。之後選用擅長治癒魔法的「水精靈」角色，加入桐人缺乏輔助角色的隊伍:2。
明日奈回到現實世界后入读SAO归还者学校，偏离母亲安排的菁英路线，也苦于难以坦率與桐人的恋情。在《ALO》接受人称“绝剑”的玩家有纪请求，與有纪的伙伴组队通关，在“剑士之碑”留名，之后有纪突然消失。经寻访得知有纪现实中是需长期在VR设备生活的重症病人绀野木绵季，两人重新认识交心后，明日奈與桐人帮助有紀实现重新上学的愿望。之後明日奈受坚毅对抗疾病的有紀鼓舞，向母亲坦率恋情并獲认可。有紀再次病危时，在《ALO》将独有技能傳授给亞絲娜并在其怀中安详离世，亞絲娜等眾《ALO》玩家為之悼念。
亞絲娜在Alicization篇追隨突然被迫分離的桐人:2，化名為「真由美·雷諾茲」與神代凜子一同前往「Ocean Turtle」，以超級帳號「創世神史提西亞」的形象登入出於軍事目的開發的虛擬世界《Underworld》（UW）:19，以救出困於《UW》的桐人，正與《ALO》相反:15。此時，另一女主角愛麗絲·辛賽西斯·薩提正為桐人的對手:19。亞絲娜在Alicization篇的外傳Moon Cradle篇，與無法及時登出的桐人一同留在《UW》，並共度了200年。

### 人物形象
亞絲娜有編為三束、half-up（將後面頭髮上半束起，剩下頭髮自然下垂）:4的栗色長直髮，還有櫻花色嘴唇、小臉與直挺的鼻梁:144。遊戲《SAO》內形象的外貌與現實世界相同:20，在《SAO》中為名列前5的美少女:72。身材比例良好，適合穿泳裝:9。
亞絲娜才貌雙全:24，在遊戲《SAO》是比桐人還快的強力劍士，人稱「閃光」:2。在續篇的遊戲《ALO》是補師，也會活用擅長的劍技在前線大展身手:2，人稱「狂暴補師」:72。
亞絲娜烹飪技能達到極點，在遊戲內向桐人展現廚藝:25。在現實世界也會烹飪:25，不過現實世界結城家的飯菜有專人準備，便不像遊戲世界那麼熟習烹飪:3。
亞絲娜性格開朗而穩重，是符合女性形象的人物:72。除了對桐人一心一意的愛情，還有對莉茲貝特與有紀的友情、對人工智能少女結衣的母愛:26。在現實世界，身為大學教授的母親:33將亞絲娜培養為大小姐:24，亞絲娜因此生活壓抑:10—11，為各種情結所煩惱:2。她是接納桐人的「姊姊型女主角」，不過也有顯露自身煩惱的時候:4。
此外，亞絲娜懼怕怪談，不會參與攻略會有幽靈等怪物出沒的區域:72。

## 創作
《刀劍神域》於2009年由電擊文庫出版:130，不過原作者川原礫表示2001年末至2002年初即開始執筆:3。亞絲娜初登場一幕及與桐人一同面對的艾恩葛朗特篇最後一幕在創作伊始即有構想，角色則在寫作時確定:4。原作者表示，亞絲娜是《刀劍神域》中最難把握的角色:22。亞絲娜的創作沒有特定的原型，而是盡可能描寫出「好女孩」的感覺，不過有認為亞絲娜與原作者喜歡的女演員栗山千明有相似點。
之名先是確定要使用「明日」（／ asu）二字，之後在「 Asuka」、「 Asumi」等選項中選出:3。遊戲形象使用本名，是由於原作者認為亞絲娜是新手，會直接使用本名:3。臺灣的台灣角川與中国大陆的天闻角川所發行中文版小說將音譯作「亞絲娜」；香港的J2所播放動畫將其譯作與本名漢字相同的「明日奈」，僅以「亞絲娜」為別稱。
武器設定為細劍，是由於認為少女的武器應該是細劍，原作者反省過這種簡單的想法，不過表示結果也不錯:3。特長設定為烹飪，是由於原作者認為需要有飲食這種在無法逃脫《SAO》世界唯一的作樂手段，並有興趣以文章描寫虛擬世界的飲食場景:3。原作者表示，為讓將虛擬世界形象當作真正身體更有真實感，在《刀劍神域》著力描寫了飲食:23。
角色設計上，原作者的基礎設定是普通的長髮少女，負責插畫的abec增加了編為三束的half-up髮型:4。

## 展開

### 漫畫、遊戲
《刀劍神域》有很多漫畫化作品，以各種方式描繪了亞絲娜:34—35。例如，《刀劍神域 Progressive 陰沉薄暮的詼諧曲》在《SAO》開始2個月後、艾恩葛朗特第五層時代的亞絲娜登場時，描繪了變強前未成熟亞絲娜的感情變化:34—35。劇場版的漫畫化作品《劇場版 刀劍神域 -序列爭戰-》（作畫：Isll）為《SAO》事件結束2年後的故事，描繪了現實世界的亞絲娜在擴增實境的活躍與入浴場景等:34—35。《刀劍神域 Kiss and fly》以亞絲娜與桐人的戀愛為重點，《刀劍神域 桐人的一千零一夜騷動》（作畫：黑毛和牛）強調性相關情節以描寫亞絲娜:34—35。
遊戲版與原作不同，亞絲娜在《SAO》通關時即回到現實世界:72。亞絲娜在遊戲版有泳裝、浴巾等刺激的服裝:73，也有原作中未登入的《刀劍神域 奪命凶彈》世界服裝等與原作設計不同之服裝:76。
格鬥遊戲《電擊文庫 FIGHTING CLIMAX》將亞絲娜設為可玩角色，並描繪了與有紀的再會。

### 動畫
《刀劍神域》2012年起在伊藤智彥執導下動畫化:141。動畫將原作故事按發生時間順序描述（而非原作小說出版時序），動畫制作人柏田真一郎在重新組織故事時，擔心不能理解亞絲娜喜歡上桐人的感情變化理由:490—491，因此同原作者與伊藤智彥導演諮詢，修正亞絲娜喜歡上桐人的過程:490—491。伊藤智彥導演表示，原作第1卷中亞絲娜積極接近桐人，而在動畫開始則著力描繪與桐人有距離感的亞絲娜:184。
亞絲娜由聲優戶松遙配音，是戶松遙的代表作。戶松遙表示，她自電視動畫系列至《刀劍神域劇場版 -Progressive- 無星夜的詠嘆調》9年間飾演亞絲娜，起初飾演得像年長、強大而漂亮的大姊姊，逐漸飾演得自然起來。2021年，戶松遙與亞絲娜並排登上雜誌《週刊SPA!》11月2日號封面。製作亞絲娜應用程式合成語音的技術員倉田宜典表示，戶松遙所飾演亞絲娜的聲音演，音高、音調、表演寬度都很穩定，有重新錄製也沒有變化的力量。
2018年10月，為宣傳電視動畫第3期《刀劍神域 Alicization》，亞絲娜成為虛擬形象「宣傳隊長亞絲娜」。
2021年10月，從亞絲娜視角描述故事的《刀劍神域劇場版 -Progressive- 無星夜的詠嘆調》上映，公開後2日內的觀眾有22萬5,000人次，票房有3億4,900万日圓。該作有與女同學米特的友情與遊戲中的困惑等亞絲娜心理描寫，描繪了一介少女成長為劍士的樣子:10—11。

### Cosplay等

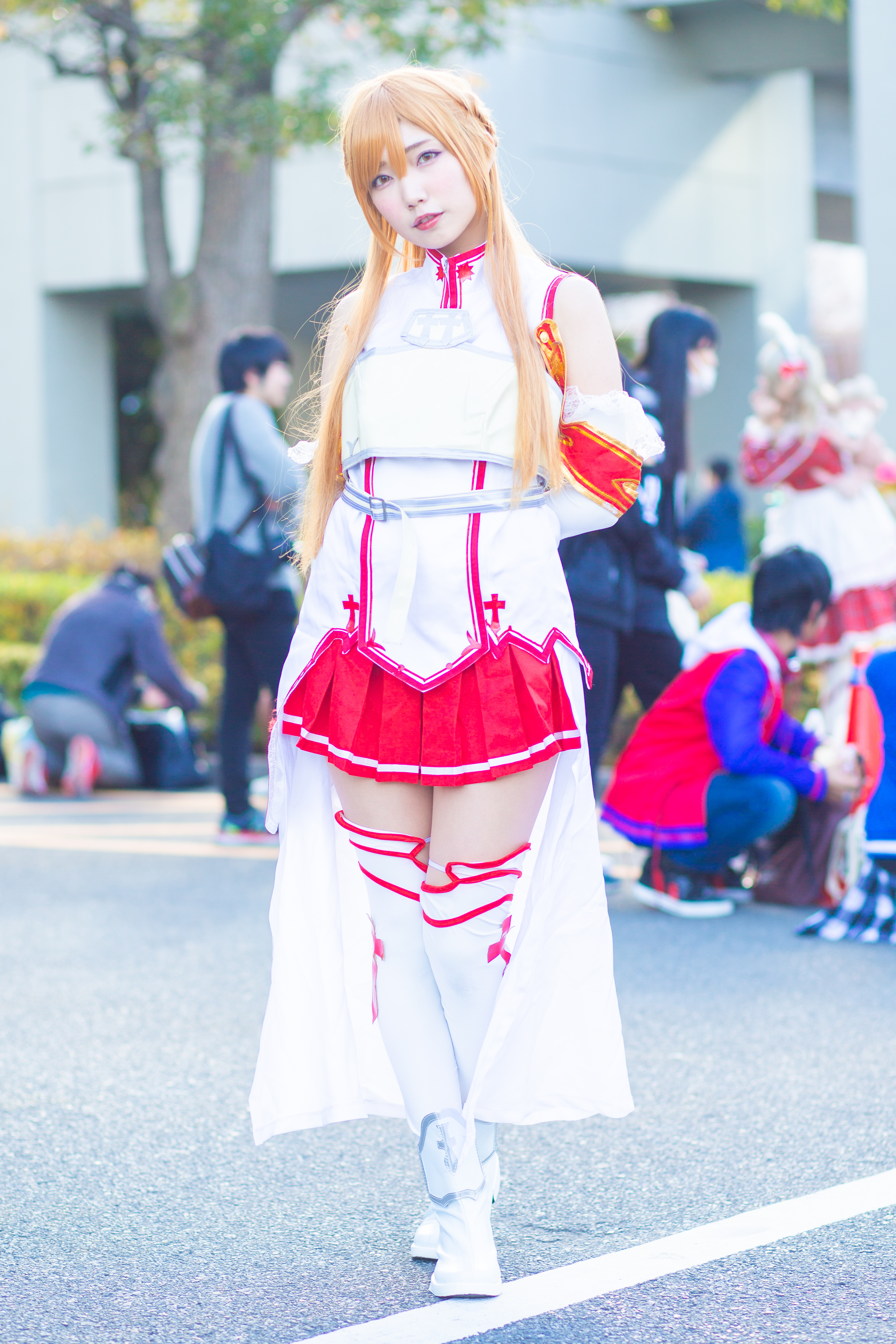
霜月Mea cosplay的亞絲娜

2018年1月舉辦的「TOKYO Anime Tourism 2018」（TOKYOアニメツーリズム2018）啓動儀式上，Enako作為《刀劍神域》官方cosplayer登場，身著白色露臍連衣裙，這是在cosplay妖精之舞篇的亞絲娜。此次活動最後，東京都知事小池百合子佩戴亞絲娜與桐人的徽章登壇。

### 應用程式等
2015年，Android應用程式《鬧鐘經理 亞絲娜》由索尼音樂通訊發佈。應用程式中的亞絲娜以語音支持日常生活，使用亞絲娜聲優戶松遙的收錄語音與合成語音。使用亞絲娜，是由於亞絲娜是世界觀相合的《刀劍神域》受歡迎角色，且易於眾人接受。
2019年，能將無線耳機「Xperia Ear Duo」助理語音設為亞絲娜語音的外掛程式「Xperia Ear Duo（亞絲娜）」由索尼移动通信發售。
2018年10月，能與亞絲娜展開各種交流、從各種角度拍攝亞絲娜的智慧型手機虛擬實境應用程式《刀劍神域VR Lovely♡Honey♡Days》由万代南梦宫娱乐發佈。

### 商品
亞絲娜在《刀劍神域》系列許多促銷活動與商品登場。“刀劍神域 亞絲娜 料理Ver.”（ソードアート・オンライン アスナ お料理Ver.）模型於2016年5月發布。亞絲娜還在南梦宫的美味棒系列膨化玉米零食促銷廣告登場。神奈川縣座間市的意大利餐廳La Ricetta以亞絲娜與桐人等動畫及電子遊戲角色製作的煎餅為特色。
亞絲娜等《刀劍神域》女性角色在一番賞登場，動畫新聞網幽默地指出：“《刀劍神域》的女孩無論在遮陽傘下閒逛，還是漫畫衍生作品作為主角，都能為特許經營的創作者帶來可觀的收入。”亞絲娜的“疾風擊劍”與桐人的“闡釋者”亦仿製為商品。還有以亞絲娜為主角的《刀劍神域》品牌香水出售，香水“亞絲娜”有“香甜的而無法抗拒的清新白松香與茉莉花香”之描述。《刀劍神域》系列的眼鏡有妖精之舞篇亞絲娜的款式，靈感來自世界樹部分的劇情，“有淡粉色的鏡框，每隻鏡架上都有一條紅絲帶與飄逸的頭髮”。還有亞絲娜相關的耳機插孔公仔發售。亞絲娜、桐人、莉法還在打擊動漫畫盜版的“漫畫、動畫保護者”（マンガ・アニメ保護者）項目登場，支持該項目的動畫工作室與漫畫出版商共有15家。

## 評價

### 受歡迎程度

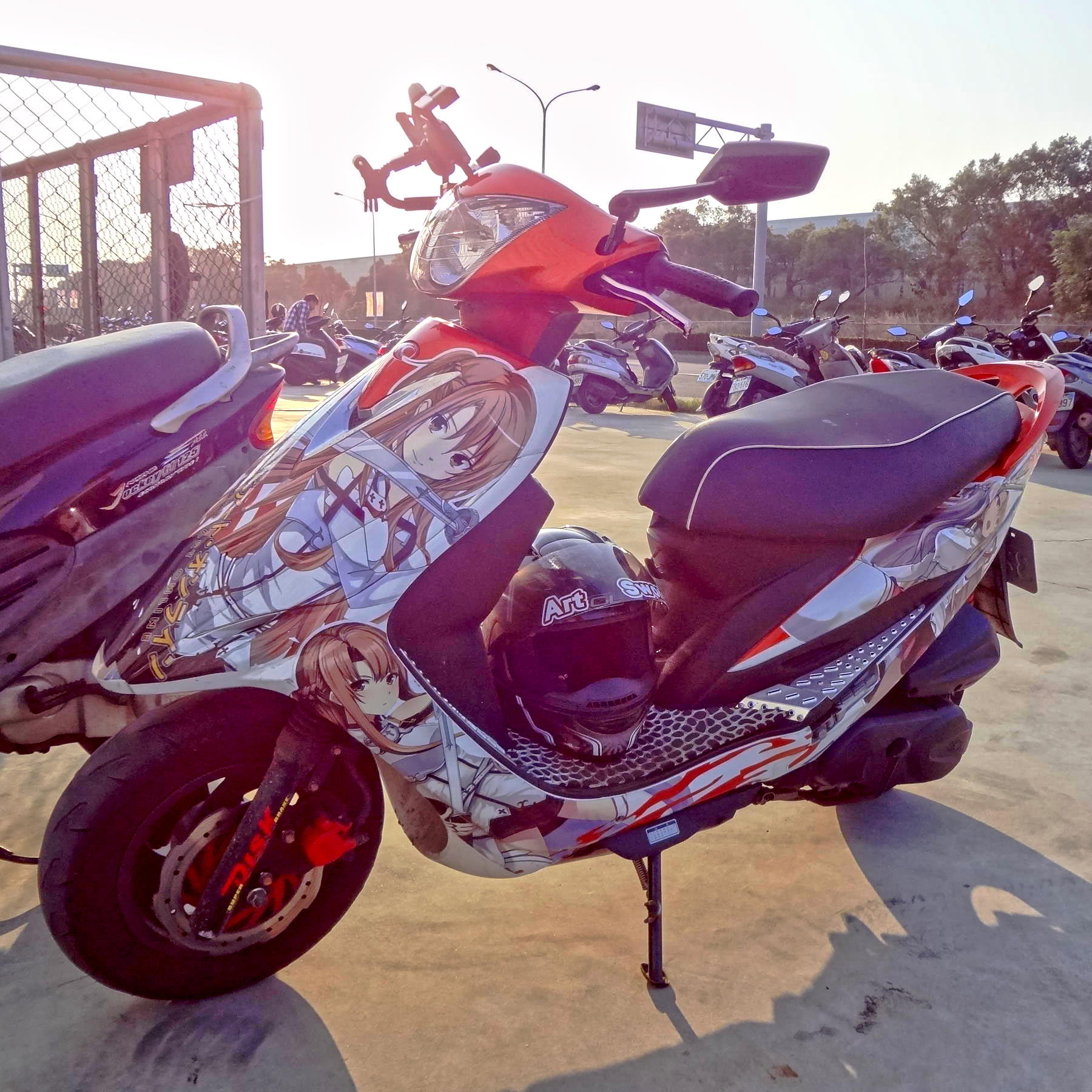
臺中動漫力一輛貼滿亞絲娜貼紙的痛機車

亞絲娜在宝岛社由專家與輕小說愛好者投票選出的《這本輕小說真厲害！》女性角色部門排名中，2009年未進入前30位:55，2010年達到第6位:5，2011年、2012年蟬聯第2位。之後2013年列第3位，2014年至2016年列第4位:5，2017年、2018年列第3位。
此外，亞絲娜在加拿大網站「漫画书资源网」所發表「10位勝過主人公的動畫配角」列第3位，「前10位史上具象徵性的女性動畫角色」列第10位。網站「Anime! Anime!」（アニメ！アニメ！）2018年開展的問卷活動「想模仿其髮型的角色是？」中，亞絲娜兩邊編成三束、束起在腦後的王冠half-up髮型列第2位；2021年開展的問卷活動「喜歡的‘情侶’角色是？」中，相互支持的關係成為受歡迎點，亞絲娜與桐人的配對列第2位。
動畫網站Charapedia的粉絲投票中，10,000名受訪者票選最喜歡的動畫情侶，亞絲娜與桐人列第1位；桐人對亞絲娜的表白在該網站“前20場動漫愛情表白”列第3位；粉絲所列最喜歡的動畫“酷”女性中，亞絲娜以525票列第2位；“前20位生氣時最恐怖的女性角色”的評選中，亞絲娜列第3位；“前30位想為之效力的角色”中，亞絲娜列第26位；「結城明日奈（あすな）」在“前20個最想給自己孩子取的動畫角色名”列第1位。在bilibili 2015动画角色人气大赏，亞絲娜獲萌組季軍。2016年電擊文庫的《刀劍神域》角色投票中，亞絲娜也列第1位。此外，亞絲娜在“Tokyo Otaku Mode”的“最想約會的動畫角色”列第1位，這項調查有來自100個國家的2,845名受訪者參與。
亞絲娜與桐人又登上動畫新聞網的“7對愛情與戰鬥情侶”名單，評語是“愛情在虛擬戰場開花”。專門研究動漫與偶像產品的日本應用程式Otamart對用戶開展“穿泳裝與浴衣最好看的角色”調查，亞絲娜分別列第13位（泳裝）與第15位（浴衣）；Otamart還要求用戶對想要在情人節送巧克力的動畫角色排名，亞絲娜在男性希望給巧克力的角色與男性希望收到巧克力的角色均列第10位。《Newtype》2014年8月號公佈最新角色受歡迎程度的投票結果，亞絲娜在女性角色列第4位。亞絲娜在“前25位受歡迎的動畫美女2013”列第8位。
原作者表示亞絲娜「不是有很多屬性的角色」，分析可能是與桐人的組合為亞絲娜帶來支持:4。
負責動畫角色設計與副角色設計的足立慎吾與川上哲也承認亞絲娜的受歡迎程度，但認為桐人的妹妹桐谷直葉最有魅力:178。足立慎吾指亞絲娜的角色設計「沒有很大的特徵」，並且與有人情味、容易產生共鳴的直葉相比，超人的亞絲娜之感情流動「身為凡人的自己有點難以追上」:178。

### 總評
《刀劍神域》各篇有不同女主角登場:144，亞絲娜是艾恩葛朗特篇的女主角:143，同時是整個系列的女主角:144。《刀劍神域》在《這本輕小說真厲害！》作品部門也吸引到女性投票，輕小說祭的實行委員会代表勝木弘喜推測桐人身邊有很多女性，作品仍能得到女性讀者選票的理由是「（桐人）很重視真愛的女友亞絲娜」:58。
流行文化評論者飯田一史認為，在主人公受多位異性追求的後宮狀態，主人公也有確定的真愛，這是女性向戀愛小說共有的特徵，有亞絲娜這個女主角的《刀劍神域》與女性戀愛觀少有衝突。2000年代傲嬌女主角很受歡迎，但亞絲娜並不傲嬌，而是「凜然剛毅的女性」，與既存作品分離，這是《刀劍神域》受到女性歡迎的原因之一。
對於亞絲娜的外貌，文藝評論家町口哲生描述其特徵，並與桐人一同評價為「一言以蔽之，有好看的外貌，而且是完美的情侶，因此兩人都有很受歡迎」:144。日本文學研究者大橋崇行分析《刀劍神域》亞絲娜登場場景「可見到很多非常視覺的描寫」，與一般文藝避開對角色外貌的視覺描寫，將其留與讀者想像相反，這種外貌的確定化是「輕小說表現上的特性」。
「漫畫書資源網」編輯布里安娜·艾伯特（Brianna Albert）將亞絲娜的戰鬥風格評價為「利用速度與細劍、高速而優雅的戰鬥方式」。

### 各篇評價
Kotaku的動畫評論者理查德·艾森拜斯（Richard Eisenbeis）對《刀劍神域》第1部（艾恩葛朗特篇）、第2部（妖精之舞篇）、第4部（聖母聖詠篇）描寫亞絲娜的方式有以下評價。艾森拜斯認為第1部「明確虛擬世界的戀愛是怎樣的」，對桐人與亞絲娜的戀愛情節加以肯定。第2部中，亞絲娜成為「受困的少女」，「強大的女性角色只是男主人公尋找的任務道具，這很可悲」。艾森拜斯認為「第1部中，亞絲娜是強大的戰士，是數千玩家中為逃脫死亡遊戲值得信賴的領袖人物。第2部中，亞絲娜變得無力，成為字面意義上的籠中之鳥，在等待英雄出手相救的同時，遭到犯人虐待。《Gun Gale Online》（幽靈子彈篇）中亞絲娜不過是為男主角應援的觀眾。斷鋼神劍篇中只是群像劇的一員」。對於第4部主要從亞絲娜視角描寫，艾森拜斯認為「第2部突然從強大女性領袖變為受困少女的亞絲娜，再度發揮本領並成長，是好選擇」。艾森拜斯對第4部的亞絲娜人物形象評價如下：
另一方面，Japanator.com的凱倫·米德（Karen Mead）對於妖精之舞篇的亞絲娜成為受困的少女，認為「亞絲娜也有自救的行動。她若是不逃出監禁場所並探索，桐人無法取得到達她所在處必需的卡片」，承認亞絲娜在故事大半都是籠中之鳥，但不是受困的少女。
此外，日本文學研究者廣瀨正浩在探討艾恩葛朗特篇描繪的虛擬世界沉浸感時，以亞絲娜受到桐人性的視線時感到羞恥之場景為例，分析對將不過是遊戲內3D物件的角色形象視同真正身體的描寫:138—139。町口哲生還著眼妖精之舞篇的「世界樹」，比較該編的世界觀與北欧神话，認為可將亞絲娜與桐人代入神話內最終戰爭後新人類的始祖里普特拉西爾與里普:154—155。